# Sans espoir
Sans espoir est le 21e épisode de la saison 5 de la série télévisée Buffy contre les vampires.

## Résumé
Totalement choquée par la capture de Dawn par Gloria, Buffy a sombré dans la catatonie et revit dans son esprit des événements de sa vie. Spike découvre qu'il est le seul à se rappeler que Ben et la déesse partagent le même corps. Un sort empêche tous les humains de s'en souvenir. Alors que tout semble être perdu, Willow prend les commandes des opérations, lance un sort afin de rentrer dans l'esprit de Buffy pour l'aider et découvre que celle-ci se remémore sans arrêt les mêmes épisodes. La déesse, quant à elle, prépare le rituel pour Dawn, mais a de plus en plus de mal à garder le contrôle d'elle-même, car le sort qui empêche les humains de se souvenir que Ben et elle partagent le même corps perd de plus en plus de sa puissance. La sœur cadette de la Tueuse affirme même à Gloria se souvenir de son arrivée à la station-service. La personnalité de Ben empiète de plus en plus sur celle de Gloria. Il refait surface et il s'enfuit avec la jeune fille. De leur côté, Spike et Alex vont voir Doc pour obtenir des informations sur Gloria. Ils découvrent qu'il travaille en fait pour la déesse et un combat s'ensuit. Alex parvient finalement à le transpercer d'une épée et Spike emporte quelques documents. Après leur départ, Doc rouvre les yeux. 
Dawn assomme Ben pour lui échapper, mais cela permet à la personnalité de Gloria d'émerger à nouveau. Alors que les deux personnalités luttent pour avoir le contrôle, Gloria propose à Ben de lui offrir l'immortalité s'il accepte de coopérer avec elle et ce dernier accepte. Dans l'esprit de Buffy, Willow arrive finalement à la persuader qu'elle n'est pas responsable de la capture de Dawn et la Tueuse revient à la réalité. Spike et Alex font leur retour. Giles trouve dans les documents qu'ils ont ramenés que Gloria doit accomplir un rituel pour faire couler le sang de Dawn, ce qui ouvrira le portail dimensionnel, et que, si elle y parvient, le seul moyen de le refermer sera de tuer cette dernière.

## Statut particulier
Pour Noel Murray, du site The A.V. Club, l'épisode « ne fonctionne pas vraiment », sans être mauvais pour autant, car il est trop temporisateur avec son rythme « trop nonchalant » mais il comporte « quelques moments obsédants lors des scènes où Willow explore l'esprit de Buffy ». Les rédacteurs de la BBC sont divisés, l'un estimant que c'est un épisode « remarquablement introspectif » à la narration « élégante », un autre qu'il est « étrangement décousu » et que l'exploration de l'esprit de Buffy ne débouche sur rien de vraiment intéressant mais qu'il « se rattrape avec le remarquable rapport entre Dawn et Gloria », et un troisième affirmant que la saison « atteint son point le plus bas avec cette séance de surplace sans intérêt ». Mikelangelo Marinaro, du site Critically Touched, lui donne la note de A-, évoquant un épisode au rythme un peu trop lent mais « pénétrant », qui compte « beaucoup de dialogues fascinants », donne à réfléchir « sur l'éventail de choix qui s'offrent aux protagonistes » et dont le moment le plus fort est le discours de Gloria sur l'existence humaine. 

## Distribution

### Acteurs et actrices crédités au générique
- Sarah Michelle Gellar : Buffy Summers
- Nicholas Brendon : Alexander Harris
- Alyson Hannigan : Willow Rosenberg
- Emma Caulfield : Anya Jenkins
- Michelle Trachtenberg : Dawn Summers
- James Marsters : Spike
- Anthony Stewart Head : Rupert Giles

### Acteurs et actrices crédités en début d'épisode
- Clare Kramer : Gloria
- Charlie Weber : Ben
- Dean Butler : Hank Summers
- Lily Knight : Grodi
- Bob Morrisey : l'aliéné
- Amber Benson : Tara Maclay
- Joel Grey : Doc
- Kristine Sutherland : Joyce Summers